# Burt Brinckerhoff
Burton Field Brickerhoff (Pittsburgh, 25 ottobre 1936) è un regista televisivo, attore e produttore televisivo statunitense. È stato candidato per tre Primetime Emmy per la sua regia nella serie drammatica Lou Grant (1977-1982), nonché un Tony Award per la sua interpretazione nell'opera teatrale Cactus Flower (1965).

## Biografia
Brinckerhoff diresse alcuni episodi di Il tocco di un angelo, Beverly Hills 90210, Magnum, P.I., Moonlighting, Mai dire sì, Così così e Bravo Dick, nonché numerose miniserie televisive e film televisivi quali La figlia del maharajah, The Hamptons, Steambath, The Cracker Factory e Il mondo nuovo - Brave New World.

### Vita privata
Brinkerhoff era arruolato alla U.S. Army National Guard nel 1959. Il 26 dicembre dello stesso anno sposò Zina Jasper, dalla quale divorziò nel 1986.